# Financial Institutions Reform, Recovery and Enforcement Act of 1989
The Financial Institutions Reform Recovery and Enforcement Act of 1989 (FIRREA) är en amerikansk federal lag som infördes 1989, efter sparlånekrisen under 1980-talet. Genom lagen skapades två nya fonder för att upprätthålla insättningsgarantin. Federal Savings and Loan Insurance Corporation (FSLIC) avvecklades och den fond som ursprungligen administrerades av FSLIC omvandlades till the Savings Association Insurance Fund (SAIF). Genom lagen infördes också Bank Insurance Fund (BIF). Båda dessa fonder kom att administreras av Federal Deposit Insurance Corporation. Denna sektion av FIRREA infördes genom Federal Deposit Insurance Reform Act of 2005, vilken konsoliderade de två fonderna. Kritiker av FIRREA har hävdat att lagen förvärrade sparlånekrisen, snarare än mildrade den. 